# Peace River (Floride)
Pour les articles homonymes, voir Peace River.
La Peace River est un fleuve côtier du sud-ouest de la Floride aux États-Unis. 

## Géographie
Elle naît du confluent de la Saddle Creek et de la Peace Creek au sud de Bartow dans le comté de Polk et coule en direction du sud à travers le comté de Hardee jusqu'à Arcadia dans le comté de DeSoto puis part vers le sud-ouest jusqu'à son estuaire à Port Charlotte.

## Origine du nom
Peace River se traduit en français par « rivière de la Paix ». Sur les cartes espagnoles du XVIe siècle. la rivière est nommée Rio de la Paz « rivière de la Paix ». Sur des cartes plus tardives, elle est nommée Peas Creek ou Pease Creek. Les Creeks (et plus tard les Séminoles) la nommaient Talakchopcohatchee, « rivière des longs pois ».

## Sources
- Canter Brown, Jr. Florida's Peace River Frontier. Orlando, Florida: University of Central Florida Press 1991.  (ISBN 0-8130-1037-3).
- Brian O'Donnell,  « Peace River. » in Marth, Del and Marty Marth, eds. The Rivers of Florida. Sarasota, Florida: Pineapple Press, Inc. 1990  (ISBN 0-910923-70-1).